# 포켓몬스터 새벽빛의 날개
《포켓몬스터 새벽빛의 날개》(일본어: ポケットモンスター 薄明の翼)는 2020년 1월 15일부터 8월 6일까지 유튜브에서 방영된 《포켓몬스터》의 웹 애니메이션이다. 동년 11월 5일에 특별편이 방영되었다. 지금까지 주인공은 존(1화), 채두(2화), 호브(3화), 야청(4화), 올리브(5화), 토미,어니언(6화)

## 등장인물

### 오리지널 주인공
- 존: 병원에서 지내고있는 병약한 소년, 단델을 무척 동경한다.
- 토미: 병원에서 존과 같은 방을 쓰는 소년, 존과 절친이다.

### 조연들
- 단델: 가라르 지방의 챔피언. 1화에선 존이 보고있는 tv에서, 2화에선 채두의 회상, 3화에선 호브가 보고있는 tv에서 나왔다. 그리고 새벽빛날개 하늘에서 나온다.

## 방영 목록
| 화수 | 제목                                         | 착신일자 (일본)                               |
| ---- | -------------------------------------------- | --------------------------------------------- |
| 1    | "手紙(편지)"                                 | 2020년 1월 15일                               |
| 2    | "修行(수행)"                                 | 2020년 2월 18일                               |
| 3    | "相棒(파트너)"                               | 2020년 3월 17일                               |
| 4    | "夕波(노을진 파도)"                          | 2020년 4월 21일 일본판 착신 : 2020년 4월 17일 |
| 5    | "秘書(비서)"                                 | 2020년 6월 4일 일본판 착신 : 2020년 6월 5일   |
| 6    | "月夜(달밤)"                                 | 2020년 7월 2일 일본판 착신 : 2020년 7월 3일   |
| 7    | "空(하늘)"                                   | 2020년 8월 6일                                |
| 8    | "EXPANSION 〜星の祭〜(익스펜션 ~성의 축제~)" | 2020년 11월 5일 일본판 착신 : 2020년 5월 5일  |